# ハッスルの大会一覧
ハッスルの大会一覧は、ハッスルとハッスルMAN'Sワールドの大会一覧である。

## 大会一覧

### ハッスルナンバーシリーズ
| 大会名     | 日付           | 会場                                         | 開催地           |
| ---------- | -------------- | -------------------------------------------- | ---------------- |
| ハッスル30 | 2008年4月13日  | 国立代々木競技場第二体育館                   | 東京都新宿区     |
| ハッスル29 | 2008年3月20日  | 大阪府立国際会議場                           | 大阪府大阪市     |
| ハッスル28 | 2008年2月24日  | さいたまスーパーアリーナコミュニティアリーナ | 埼玉県さいたま市 |
| ハッスル27 | 2008年1月13日  | 愛知県体育館                                 | 愛知県名古屋市   |
| ハッスル26 | 2007年9月22日  | 大阪府立体育会館                             | 大阪府大阪市     |
| ハッスル25 | 2007年8月18日  | 愛知県体育館                                 | 愛知県名古屋市   |
| ハッスル24 | 2007年7月14日  | アクトシティ浜松                             | 静岡県浜松市     |
| ハッスル23 | 2007年6月10日  | 青森県営スケート場                           | 青森県青森市     |
| ハッスル22 | 2007年4月21日  | 大阪府立体育会館                             | 大阪府大阪市     |
| ハッスル21 | 2007年3月18日  | 愛知県体育館                                 | 愛知県名古屋市   |
| ハッスル20 | 2006年10月9日  | 愛知県体育館                                 |                  |
| ハッスル19 | 2006年10月6日  | 大阪府立体育会館                             | 大阪府大阪市     |
| ハッスル18 | 2006年7月9日   | 横浜国際平和会議場                           | 神奈川県横浜市   |
| ハッスル17 | 2006年5月19日  | 仙台市体育館                                 | 宮城県仙台市     |
| ハッスル16 | 2006年4月21日  | 大阪府立体育会館                             | 大阪府大阪市     |
| ハッスル15 | 2006年3月20日  | 愛知県体育館                                 | 愛知県名古屋市   |
| ハッスル14 | 2006年3月20日  | 横浜文化体育館                               | 神奈川県横浜市   |
| ハッスル13 | 2005年10月30日 | 青森産業会館                                 | 青森県青森市     |
| ハッスル12 | 2005年9月10日  | 愛知県体育館                                 | 愛知県名古屋市   |
| ハッスル11 | 2005年7月15日  | 大阪府立体育会館                             | 大阪府大阪市     |
| ハッスル10 | 2005年7月13日  | 福岡国際センター                             | 福岡県福岡市     |
| ハッスル9  | 2005年5月10日  | 新潟市体育館                                 | 新潟県新潟市     |
| ハッスル8  | 2005年3月18日  | 両国国技館                                   | 東京都墨田区     |
| ハッスル7  | 2005年2月11日  | 愛知県体育館                                 | 愛知県名古屋市   |
| ハッスル6  | 2004年10月23日 | 愛知県体育館                                 |                  |
| ハッスル5  | 2004年9月20日  | 横浜アリーナ                                 | 神奈川県横浜市   |
| ハッスル4  | 2004年7月25日  | 横浜アリーナ                                 |                  |
| ハッスル3  | 2004年5月8日   | 横浜アリーナ                                 |                  |
| ハッスル2  | 2004年3月71日  | 横浜アリーナ                                 |                  |
| ハッスル1  | 2004年1月4日   | さいたまスーパーアリーナ                     | 埼玉県さいたま市 |

### ハッスルハウスシリーズ
| 大会名                                                                                | 日付           | 会場                               | 開催地       |
| ------------------------------------------------------------------------------------- | -------------- | ---------------------------------- | ------------ |
| ハッスルハウスvol.37                                                                  | 2008年6月18日  | 後楽園ホール                       | 東京都文京区 |
| ハッスルハウスvol.36                                                                  | 2008年5月13日  | 後楽園ホール                       |              |
| ハッスルハウスvol.35                                                                  | 2008年4月16日  | 後楽園ホール                       |              |
| ハッスルハウスvol.34                                                                  | 2008年3月17日  | 後楽園ホール                       |              |
| ハッスルハウスvol.33                                                                  | 2008年2月20日  | 後楽園ホール                       |              |
| ハッスルハウスvol.32                                                                  | 2008年1月17日  | 後楽園ホール                       |              |
| ハッスルハウス クリスマスSP 2007                                                      | 2007年12月25日 | 後楽園ホール                       |              |
| ハッスルハウスvol.31                                                                  | 2007年11月22日 | 後楽園ホール                       |              |
| ハッスルハウスvol.30                                                                  | 2007年10月16日 | 後楽園ホール                       |              |
| ハッスルハウスvol.29                                                                  | 2007年10月10日 | 後楽園ホール                       |              |
| ハッスルハウスvol.28                                                                  | 2007年9月13日  | 後楽園ホール                       |              |
| ハッスルハウスvol.27                                                                  | 2007年8月15日  | 後楽園ホール                       |              |
| ハッスルハウスvol.26                                                                  | 2007年7月11日  | 後楽園ホール                       |              |
| ハッスルハウスvol.25                                                                  | 2007年6月14日  | 後楽園ホール                       |              |
| ハッスルハウスvol.24                                                                  | 2007年5月9日   | 後楽園ホール                       |              |
| ハッスルハウスvol.23                                                                  | 2007年4月19日  | 後楽園ホール                       |              |
| ハッスル・ハウスvol.22                                                                | 2007年3月15日  | 後楽園ホール                       |              |
| ハッスルハウス クリスマススペシャルpart.2 江頭伝説最終章?今日はバイトは入ってませんSP | 2006年12月26日 | 後楽園ホール                       |              |
| ハッスルハウス クリスマススペシャルpart.1 年末ドリームジャンボお宝タッグマッチ        | 2006年12月25日 | 後楽園ホール                       |              |
| ハッスルハウスvol.21                                                                  | 2006年11月15日 | 後楽園ホール                       |              |
| ハッスルハウスvol.20                                                                  | 2006年9月7日   | 後楽園ホール                       |              |
| ハッスルハウスvol.19 夏休みスペシャルモンスターCLIMAX                                 | 2006年8月9日   | 後楽園ホール                       |              |
| ハッスルハウスvol.18 夏休みスペシャルハッスルLEGEND                                   | 2006年8月8日   | 後楽園ホール                       |              |
| ハッスルハウスvol.17 ハッスルキングフォーエバー                                       | 2006年7月11日  | 後楽園ホール                       |              |
| ハッスルハウスvol.16                                                                  | 2006年6月15日  | 後楽園ホール                       |              |
| ハッスルハウスvol.15                                                                  | 2006年6月10日  | アクトシティ浜松                   | 静岡県浜松市 |
| ハッスルハウスvol.14                                                                  | 2006年4月23日  | 後楽園ホール                       | 東京都文京区 |
| ハッスルハウスvol.13                                                                  | 2006年4月22日  | 後楽園ホール                       |              |
| ハッスルハウスvol.12                                                                  | 2006年3月9日   | 後楽園ホール                       |              |
| ハッスルハウスvol.11                                                                  | 2006年2月10日  | 後楽園ホール                       |              |
| ハッスルハウス クリスマススペシャル 涙のラストM字ビターン                             | 2005年12月25日 | 後楽園ホール                       |              |
| ハッスルハウス クリスマススペシャル HARD GAY'S NIGHT フォーー!!                       | 2005年12月24日 | 後楽園ホール                       |              |
| ハッスルハウスvol.10                                                                  | 2005年10月27日 | 後楽園ホール                       |              |
| ハッスルハウスvol.9                                                                   | 2005年9月8日   | 後楽園ホール                       |              |
| ハッスルハウスvol.8                                                                   | 2005年5月15日  | 札幌メディアパーク・スピカ         | 北海道札幌市 |
| ハッスルハウスvol.7                                                                   | 2005年5月14日  | 札幌メディアパーク・スピカ         |              |
| ハッスルハウスvol.6 in 静岡                                                           | 2005年3月19日  | 静岡県コンベンションアーツセンター | 静岡県静岡市 |
| ハッスルハウスvol.5 私をインリン様とお呼び!                                           | 2005年2月9日   | 後楽園ホール                       | 東京都文京区 |
| ハッスルハウスvol.4 モンスター軍怒りの人事異動                                        | 2005年2月8日   | 後楽園ホール                       |              |
| ハッスルハウス クリスマススペシャル 12.24                                             | 2004年12月24日 | 後楽園ホール                       |              |
| ハッスルハウス クリスマススペシャル 12.23                                             | 2004年12月23日 | 後楽園ホール                       |              |
| ハッスルハウスvol.3 わくわくモンスターランド                                          | 2004年10月21日 | 後楽園ホール                       |              |
| ハッスルハウスvol.2 東京モンスターパーク                                              | 2004年9月2日   | 後楽園ホール                       |              |
| ハッスルハウスvol.1                                                                   | 2004年6月28日  | 後楽園ホール                       |              |

### ハッスルツアーシリーズ
| 大会名                                | 日付                 | 会場                 | 開催地         |
| ------------------------------------- | -------------------- | -------------------- | -------------- |
| ハッスルツアー 2009 2.22 in CHIBA     | 2009年2月22日        | 幕張メッセ国際展示場 | 千葉県         |
| ハッスルツアー 2009 2.19 in KORAKUEN  | 2009年2月19日        | 後楽園ホール         | 東京都         |
| ハッスルツアー 2009 1.29 in KORAKUEN  | 2009年1月29日        | 後楽園ホール         | 東京都         |
| ハッスルツアー クリスマスSP           | 2008年12月24日と25日 | 後楽園ホール         | 東京都         |
| ハッスルツアー 2008 11.22 in IBARAKI  | 2008年11月22日       | 水戸市民体育館       | 茨城県水戸市   |
| ハッスルツアー 2008 11.20 in KORAKUEN | 2008年11月20日       | 後楽園ホール         | 東京都         |
| ハッスルツアー 2008 10.26 in TOCHIGI  | 2008年10月26日       | 宇都宮市清原体育館   | 栃木県宇都宮市 |
| ハッスルツアー 2008 10.16 in KORAKUEN | 2008年10月16日       | 後楽園ホール         | 東京都         |
| ハッスルツアー 2008 9.28 in NAGOYA    | 2008年9月28日        | 愛知県体育館         | 愛知県名古屋市 |
| ハッスルツアー 2008 9.17 in KORAKUEN  | 2008年9月17日        | 後楽園ホール         | 東京都         |
| ハッスルツアー 2008 8.23 in OSAKA     | 2008年8月23日        | 大阪府立体育会館     | 大阪府大阪市   |
| ハッスルツアー 2008 8.21 in KORAKUEN  | 2008年8月21日        | 後楽園ホール         | 東京都         |
| ハッスルツアー 2008 7.27 in YOKOHAMA  | 2008年7月27日        | 横浜文化体育館       | 神奈川県横浜市 |
| ハッスルツアー 2008 7.11 in KORAKUEN  | 2008年7月11日        | 後楽園ホール         | 東京都         |
| ハッスルツアー 2008 7.6 in FUKUOKA    | 2008年7月6日         | 福岡国際センター     | 福岡県福岡市   |

### ハッスルMAN'Sワールド
| 大会名                 | 日付           | 会場          | 開催地       |
| ---------------------- | -------------- | ------------- | ------------ |
| ハッスルMAN'Sワールド6 | 2011年5月28日  | 新木場1stRING | 東京都江東区 |
| ハッスルMAN'Sワールド5 | 2011年4月2日   | 新木場1stRING | 東京都江東区 |
| ハッスルMAN'Sワールド4 | 2011年1月27日  | 新木場1stRING | 東京都江東区 |
| ハッスルMAN'Sワールド3 | 2010年12月2日  | 新宿FACE      | 東京都新宿区 |
| ハッスルMAN'Sワールド2 | 2010年10月27日 | 後楽園ホール  | 東京都文京区 |
| ハッスルMAN'Sワールド1 | 2010年9月10日  | 新宿FACE      | 東京都新宿区 |

### ジェッツ
| 大会名    | 日付           | 会場                 | 開催地       |
| --------- | -------------- | -------------------- | ------------ |
| ジェッツ4 | 2010年12月28日 | 新木場1stRING        | 東京都江東区 |
| ジェッツ3 | 2010年12月4日  | 西調布格闘技アリーナ | 東京都調布市 |
| ジェッツ2 | 2010年11月2日  | 新木場1stRING        | 東京都江東区 |
| ジェッツ1 | 2010年7月10日  | 西調布格闘技アリーナ | 東京都調布市 |